# Goran Łazarewski
Goran Łazarewski (mac.: Гopaн Лaзapeвcки; ur. 17 grudnia 1974 w Prilepie) – macedoński piłkarz występujący na pozycji pomocnika.

## Kariera klubowa
W 1997 roku Łazarewski rozpoczął grę w drużynie Pobeda Prilep, grającej w pierwszej lidze macedońskiej. W sezonie 1999/2000 wywalczył z nią wicemistrzostwo Macedonii. W 2000 roku przeszedł do cypryjskiego APOEL-u, występującego w Protathlima A’ Kategorias. Spędził tam sezon 2000/2001, a potem przeniósł się do tureckiego Malatyasporu. W Süper Lig zadebiutował 26 sierpnia 2001 w przegranym 0:2 meczu z Kocaelisporem, a 18 listopada 2001 w wygranym 3:1 pojedynku z Göztepe strzelił swojego jedynego gola w tych rozrywkach. Z Malatyasporu Łazarewski odszedł po jedynym sezonie.
Następnie występował w zespołach pierwszej ligi serbskiej – Vojvodinie oraz FK Radnički Obrenovac. Grał też w cypryjskim AEK Larnaka, gdzie w 2005 roku zakończył karierę.

## Kariera reprezentacyjna
W reprezentacji Macedonii Łazarewski zadebiutował 27 listopada 1996 w wygranym 2:0 towarzyskim meczu z Maltą. W latach 1996–2001 w drużynie narodowej rozegrał 24 spotkania.